# アンティゴノス1世
アンティゴノス1世（古代ギリシア語: Αντίγονος Α'、Antigonus I、紀元前382年 - 紀元前301年）は、古代マケドニアのアレクサンドロス3世（大王）に仕えた将軍。その死後は後継者（ディアドコイ）の一人となり、アンティゴノス朝を開き初代の王となった（在位：紀元前306年 - 同301年）。また隻眼であった（戦傷によるものといわれている）ため、モノフタルモス（Μονόφθαλμος、Monophthalmos、隻眼の意）とあだ名された。コインの肖像が右向きのことなどから、左目を失っていたと推測されている。

## アレクサンドロス生前のアンティゴノス
アンティゴノスはピリッポスなる人物の子である（一説ではこのピリッポスはマカタスの子のピリッポスとも）。紀元前334年、グラニコス川の戦いの後、アンティゴノスはアレクサンドロスによって、フリュギア太守として（クルティウスによればリュディア太守）小アジアに残され、反攻してきたペルシア軍を3度戦って3度破り、その後リュカオニアを征服するなど後方で活動した。

## 大王の死直後
紀元前323年にアレクサンドロスがバビロンで死去した時も、バビロン会議での決定を受けて、太守としてこの地方を統治し続けた。バビロン会議の直後にアンティゴノスは友人であった武将エウメネスにカッパドキア遠征のための援軍を請われた。バビロン会議においてエウメネスは未だに帝国の支配が及んでいないカッパドキアを征服した上で、その太守になることを任じられていたのである。しかし、アンティゴノスはこれを断った（恐らくはエウメネスが小アジアにおける自身のライバルとなることを恐れたため）。結局、エウメネスは帝国摂政の地位にあった実力者ペルディッカスから援軍を受けて遠征した。

## 勢力の拡大
間もなくして、帝国内ではペルディッカスに対する反対者が続出し、これを切っ掛けにディアドコイ戦争が勃発することとなった。アンティゴノスもまた反ペルディッカス派に属し、大王の重臣であったアンティパトロスやエジプト太守プトレマイオス等と結び、ペルディッカスと対峙した。他方、エウメネスは前述の経緯から、恩のあるペルディッカスの側についた。エウメネスに小アジア方面を任せたペルディッカスは自らはエジプトに遠征して、反ペルディッカス派の一角であるプトレマイオスを滅ぼそうとしたが、ナイル川の渡河に失敗したために失望した部下の将軍達（セレウコス等）に裏切られ、暗殺された。
ペルディッカスが暗殺された後の紀元前321年、帝国の再編成のために開かれたトリパラディソスの軍会で帝国の全軍総司令官に任じられたアンティゴノスはエウメネスを含むペルディッカス派の追討を命じられた。紀元前320年にオルキュニアの戦いでエウメネスを破って彼をカッパドキアのノラに追い詰め、翌年のクレトポリスの戦いでペルディッカスの弟アルケタスらを破り、アルケタスを自害に追い込んだ。一方この頃、マケドニア本国では帝国摂政となっていたアンティパトロスが死去し、その後継にポリュペルコンが指名された。しかしアンティパトロスの子カッサンドロスがこれに不満を持ったため、摂政の地位をめぐっての争奪戦が勃発し、これがディアドコイ戦争を更に激化させることとなった。
アンティゴノスはカッサンドロスの側につき、ポリュペルコンに支援されてノラを脱出したエウメネスと再び戦った。紀元前317年のパラエタケネの戦いでは引き分けたが、紀元前316年のガビエネでこれを降した。アンティゴノスは捕えたエウメネスを味方にしようと思ったが、部下の反対によりそれを断念せざるを得なかった。彼はかつての友に暴力を振るうを良しとせず、エウメネスを餓死させることにしたが、エウメネスはアンティゴノスのあずかり知らないところで殺された。行軍のどさくさにまぎれる形でアンティゴノスの部下に喉をかき切られていたという 。 アンティゴノスはエウメネスのために盛大な葬儀を挙げ、遺灰は銀の壷に収めて妻子の元に送った。又、ガビエネの戦いの後、アンティゴノスの同盟者でパラエタケネおよびガビエネでアンティゴノスの副将的地位にあったメディア太守ペイトンが帝国東方領土への野心をみせたため、アンティゴノスはこれを殺した。
ペルディッカス、ポリュペルコン、エウメネスの側についた諸将を倒し、その勢力を吸収し続けた結果、アンティゴノスの勢力は、この頃には小アジアを中心にシリアやメソポタミアに及ぶまでになり、その強大さはディアドコイ中でも特出したものとなっていた。そのため、これを警戒した他のディアドコイとの対立が激化することとなった。以後、アンティゴノスはアレクサンドロス帝国の再統一を果たさんと、セレウコス・プトレマイオス・カッサンドロス・リュシマコスらと主に東地中海沿岸を中心に戦争を繰り広げていくこととなった。

## ディアドコイ戦争の最有力者
エウメネスとの戦いにおいて、バビロニア太守セレウコスと同盟していたアンティゴノスだったが、エウメネスを倒すと、これを疎んずるようになり両者の関係は急速に悪化した。紀元前315年、アンティゴノスはセレウコスの領土を奪い、セレウコスはエジプトのプトレマイオスのもとへ逃亡した。更なる勢力の拡大を目指すアンティゴノスはカッサンドロスとの同盟を破棄し、シリアから海路を経由してギリシア（カッサンドロスの勢力圏）に遠征を開始した。こうしてアンティゴノスと他のディアドコイとの対立は決定的となった。
紀元前312年、アンティゴノスに反撃せんとプトレマイオスがセレウコスを伴ってシリアに攻め込んだ。アンティゴノスの息子デメトリオスが迎撃するも敗走し（ガザの戦い）、アンティゴノス自らがシリアに出陣した。しかし、その間隙を突かれ、プトレマイオスの支援を受けたセレウコスがバビロニアに帰還。これを奪回されてしまった。アンティゴノスはセレウコスを討伐しようとするも手古摺り（バビロニア戦争）、その隙にプトレマイオスが東地中海沿岸で勢力を伸ばしたため、プトレマイオスと再び矛を交えることとなった。
紀元前306年にサラミスの海戦で、息子デメトリオスがプトレマイオスに対し勝利したのを受け、彼と共に王位に就くことを宣言した。アンティゴノスが王位を宣言したのに伴い、他のディアドコイも王を称するようになった。アンティゴノス・デメトリオス父子は続くロードス包囲戦でも優位に戦いを進め、ギリシアに侵攻した。紀元前302年、アンティゴノスは自身を盟主とするヘラス同盟をギリシアで結成した。こうしたアンティゴノスの勢力の更なる伸張を恐れた他のディアドコイ（セレウコス・プトレマイオス・カッサンドロス・リュシマコスの四者）は反アンティゴノス同盟を結んで対抗した。
紀元前301年、アンティゴノスはこの同盟を粉砕せんと小アジアのイプソスでセレウコス・リュシマコス連合軍と決戦に及ぶも、デメトリオスの部隊と分断されて孤立したアンティゴノスの本隊は打ち敗られ、自身は投槍を受けて戦死した（イプソスの戦い）。82歳であったと言われている。ディアドコイ中最有力であったアンティゴノスが倒れたことで、彼の大望でもあったアレクサンドロス帝国の再統一は不可能となり、分裂が決定的となった。

## 註
1. ↑  アッリアノス, I. 29
2. ↑  クルティウス, IV. 1. 35
3. ↑  ibid, IV. 5. 13
4. ↑  ディオドロス, XVIII. 3
5. ↑  クルティウス, X. 10. 1
6. ↑  ディオドロス, XVIII. 36
7. ↑  ibid, XVIII. 39
8. ↑  ibid, XVIII. 40-41
9. ↑  ibid, XVIII. 44-47
10. ↑  ibid, XIX. 27-31
11. ↑  ibid, XIX. 39-44
12. ↑  プルタルコス, 「エウメネス」, 20
13. ↑  コルネリウス・ネポス, 「エウメネス」, 10
14. ↑  プルタルコス, 「エウメネス」, 19
15. ↑  コルネリウス・ネポス, 「エウメネス」, 12
16. ↑  ディオドロス, XIX. 80-85, 93